# 澳門北區工商聯會
澳門北區工商聯會（葡萄牙語：Associação Industrial e Comercial da Zona Norte de Macau），成立於2005年12月18日，會址為看台街新富倫中心三樓，是澳門工商社團之一。
長期為優化北區社區環境和盤活區內經濟等議題，主要活動包括《北區消費嘉年華》，《社區消費無限Fun》和澳門旅遊局合作 《北區論區行賞計劃》。
2016年和澳門國際科技產業發展協會推出澳門首個WI-FI街 （WIFIGUIDE）專題街道，推動電子商務和支付。

## 外部連結
- 澳門國際科技產業發展協會FACEBOOK

## 宗旨
該會為非牟利之組織，以推動澳門北區城市發展，收集城市規劃意見，團結北區工商各界，商務資訊及會員聯誼，保障各商號及企業界權益。